# 高城将一
高城 将一（たかぎ まさかず、生年月日不詳 - ）は中華人民共和国山東省出身の俳優である。劇団四季所属。中国名は張沂（ジャン・イー）。

## 中国での経歴
演劇学校芸術学院舞踏学科卒業。過去の劇団四季パンフレットより。

## 劇団四季
2005年3月に劇団四季オーディション合格後、『李香蘭』で四季の初舞台を踏み、『キャッツ』ではランパスキャットを演じている。過去の劇団四季パンフレットより。
2007年8月に芸名を張沂から高城将一と改名。2008年には『ジーザス・クライスト・スーパースター』にもキャスティングされた。
長身を活かしつつ、柔軟性に富んだしなやかなダンスが持ち味。アクロバットを披露することが多い。『キャッツ』のカーテンコールではI字を越えた“くの字バランス”が定番となっている。五反田キャッツ・シアターで行われたイベント、リハーサル見学会では、「『キャッツ』に出演するようになって野生の猫（野良猫）をよく観察するようになった」と明かし、「別の役を演じるとしたら『マンゴジェリー』にも挑戦してみたい」という抱負を語った。 公開される稽古の様子では、黒いジャージ姿で、ほとんどの場合、裾を捲り上げて着用。『異国の丘』ではアンサンブルながら、帰国が決まった別所の役で出演。

## 出演作品
- キャッツ - ランパスキャット役
- 李香蘭
- アンデルセン
- ミュージカル異国の丘
- ライオン・キング（アンサンブル）